# Lusako Karonga
Lusako Karonga (* 1963) ist ein deutscher Schauspieler.

## Leben
Lusako Karonga wurde 1963 als Sohn einer deutschen Journalistin und eines afrikanischen Wissenschaftlers und Exilpolitikers geboren und wuchs in Berlin auf. Er studierte von 1985 bis 1989 an der Hochschule für Schauspielkunst „Ernst Busch“ Berlin und erwarb dort sein Diplom als Schauspieler.
Bei den Wiener Festwochen und in der Inszenierung Julius Cäsar von Peter Stein bei den Salzburger Festspielen stand Lusako Karonga mit Schauspielern wie Gerd Voss, Heinz Benrad, Rosel Zech, Hans Rehberg, Walter Schmidinger auf der Bühne. Er war Ensemblemitglied am Berliner Ensemble, wo er u. a. in den Inszenierungen von Thomas Heise mitwirkte. Er hat am Hebbel-Theater Berlin, an der Tribüne Berlin, am Nationaltheater Weimar und am Theater am Kurfürstendamm gearbeitet.
Gastspiele führten Lusako Karonga nach Moskau ans Taganka-Theater, zu den Edinburgher Theaterfestspielen und zu den Theatertagen nach Lyon. Er spielte in Ephraim Kishons letzter Inszenierung am Berliner Theater „Tribüne“ eine Hauptrolle. Mit diesem Stück, Der Vaterschaftsprozess des Joseph Zimmermann, war er auf Tournee in Deutschland, der Schweiz und Österreich.
In dem Stück Die Martin Luther King Story spielte er am Tournee-Theater Kempf neben Ron Williams und Felicia Weathers die Rolle des Malcolm X. Auf Tournee sowie am Theater am Kurfürstendamm Berlin war Lusako Karonga in dem Stück Von Mäusen und Menschen zu sehen, hier mit Hannes Jänicke.
Neben dem Theater ist Lusako Karonga  mit Episodenhauptrollen im TV zu sehen, wie z. B. in Der Alte mit Rolf Schimpf und Pierre Sanoussi Bliss, in Die Straßen von Berlin, Gnadenlos II, Wolffs Revier, Die Wache oder Agentenfieber.
Etwa mit dem Autorentheater Berlin, das sich der Präsentation junger Autoren verschrieben hat, im abok-Theater, das sich afrikanischer Dramatik widmet oder in literarischen Programmen zu Goethe, Friedrich Schiller, Theodor Fontane, Heinrich Heine, Oscar Wilde, Wilhelm Busch, Clemens Brentano oder Joachim Ringelnatz nimmt Karonga an Autorenlesungen teil.